# Bosanska Krupa
Bosanska Krupa is een stad en gemeente in het noordwesten van Bosnië en Herzegovina, gelegen aan de rivier Una. Het ligt 30 kilometer naar het noordwesten van Bihac (350 kilometer van Sarajevo). Het is een gemeente in het kanton Una-Sana, dat deel uitmaakt van de Federatie van Bosnië en Herzegovina.

## Geografie
Bosanska Krupa bevindt zich tussen de grens met Kroatië en de Bosnische gemeentes Buzim, Cazin, Bihac, Bosanski Petrovac, Sanski Most en Krupa na Uni. Deze laatste gemeente maakt deel uit de van het entiteit Servische Republiek en was deel van de gemeente Bosanska Krupa voor de Bosnische Oorlog, maar na het Verdrag van Dayton werd het een onafhankelijke gemeente.

## Demografie

### 2005
In 2005, waren 97% van de bevolking van de gemeente, etnische Bosniërs.
| Census | totaal | Bosniakken     | Serven         | Kroaten     | Joegoslaven  | overig      |
| ------ | ------ | -------------- | -------------- | ----------- | ------------ | ----------- |
| 1991   | 58320  | 43104 (73.90%) | 13841 (23.72%) | 139 (0.23%) | 708 (1.21%)  | 528 (0.90%) |
| 1981   | 55229  | 37381 (67.68%) | 15029 (27.21%) | 173 (0.31%) | 2155 (3.90%) | 491 (0.88%) |
| 1971   | 50856  | 31842 (62.61%) | 18230 (35.84%) | 286 (0.56%) | 239 (0.46%)  | 259 (0.50%) |

## Galerij

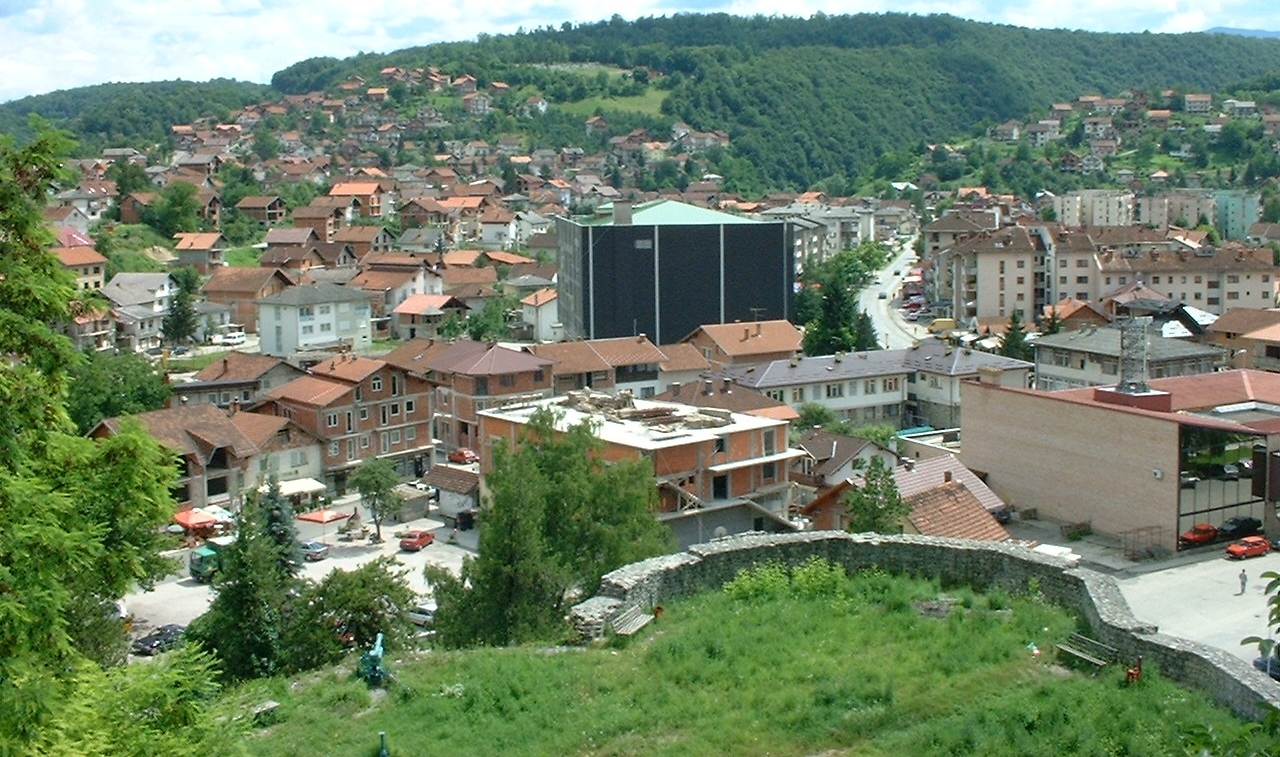
Bosanska Krupa
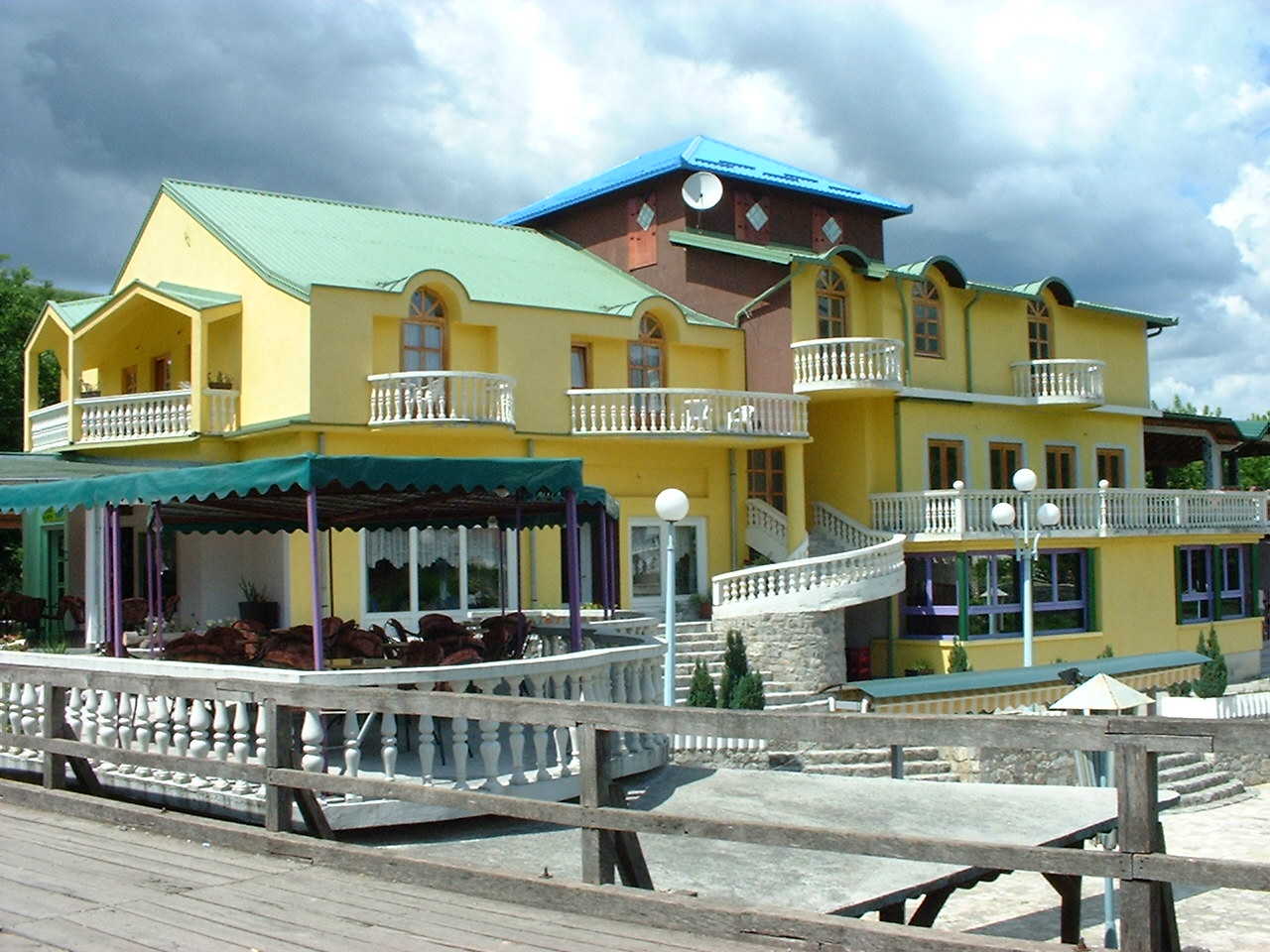
Hotel aan de rivier Una in Krupa
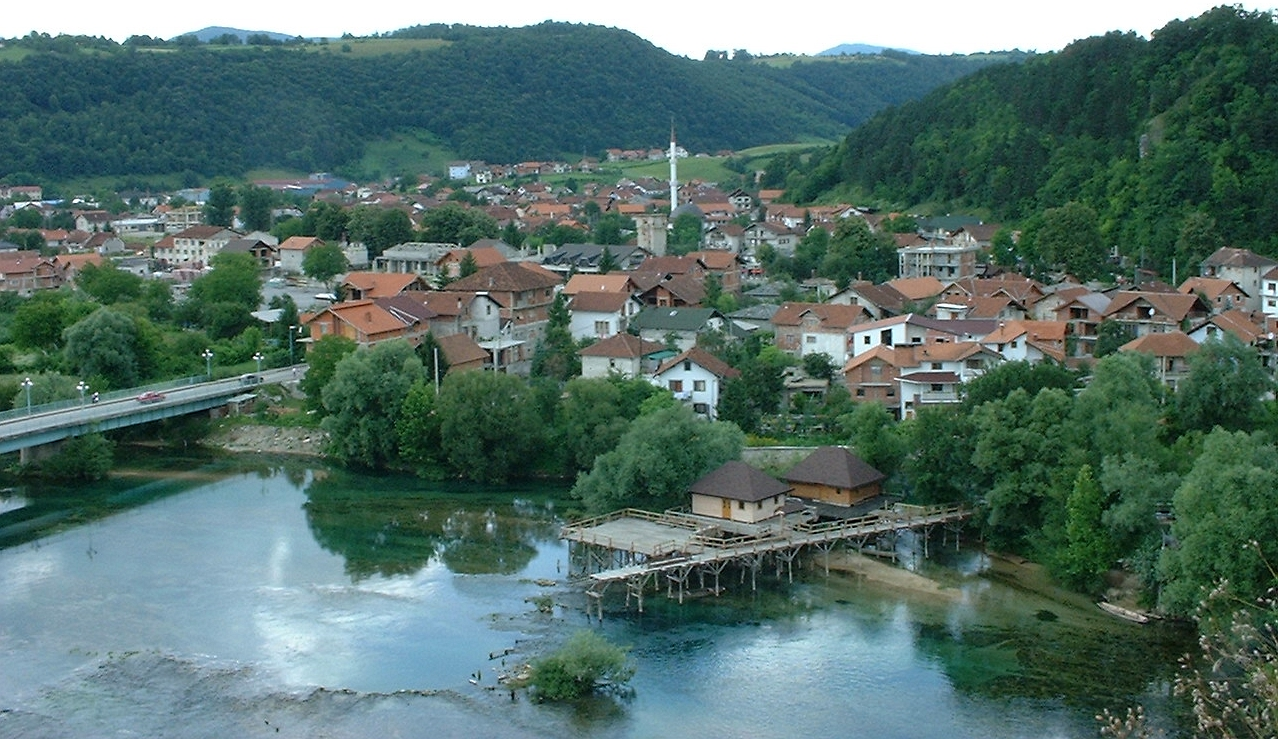
Bosanska Krupa
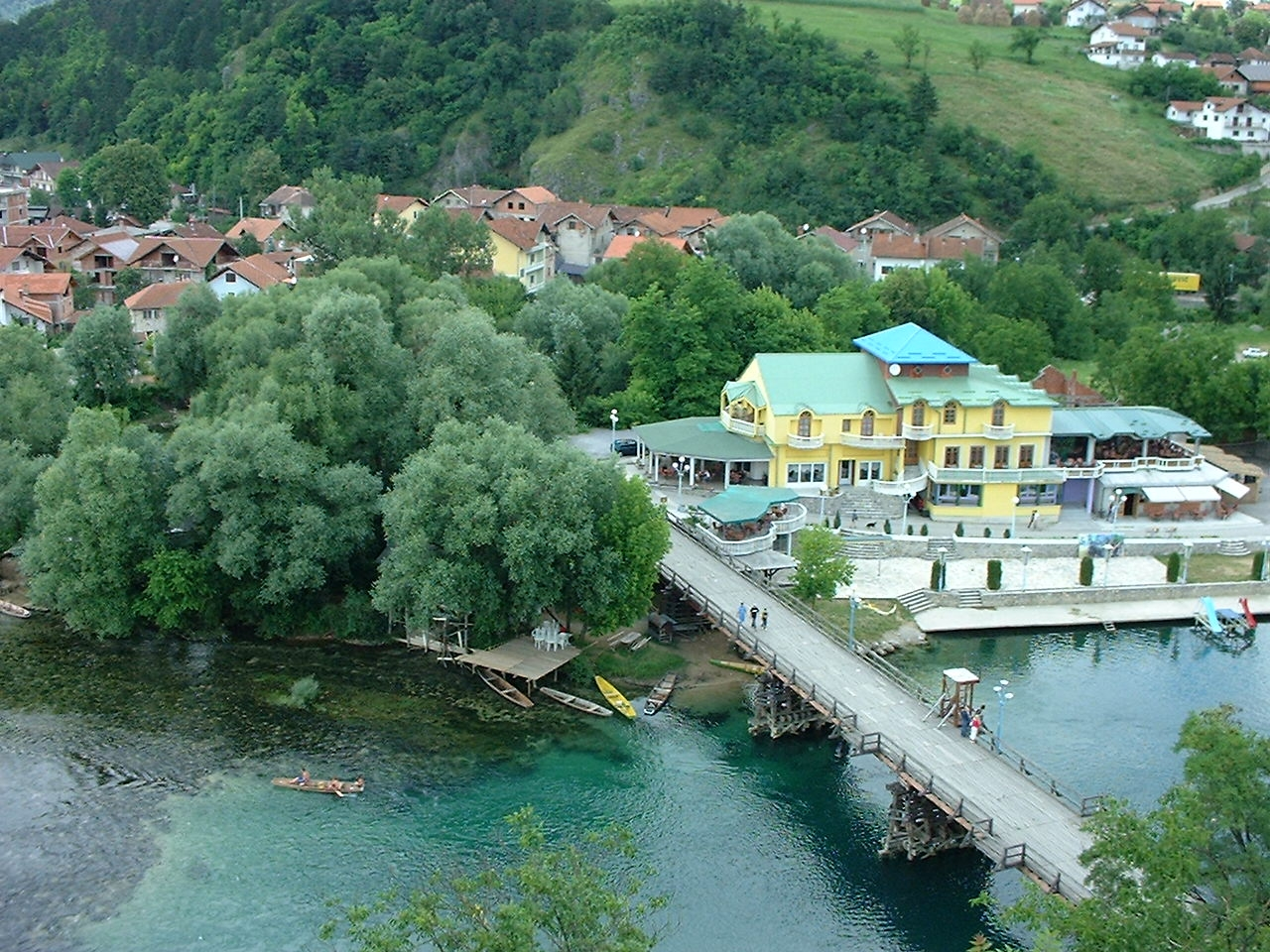
Bosanska Krupa

Federatie van Bosnië en Herzegovina:

Banovići · Bihać · Bosanska Krupa · Bosanski Petrovac · Bosansko Grahovo · Breza · Bugojno · Busovača · Bužim · Čapljina · Cazin · Čelić · Centar · Čitluk · Drvar · Doboj Istok · Doboj Jug · Dobretići · Domaljevac-Šamac · Donji Vakuf · Foča-Ustikolina · Fojnica · Glamoč · Goražde · Gornji Vakuf-Uskoplje · Gračanica · Gradačac · Grude · Hadžići · Ilidža · Ilijaš · Jablanica · Jajce · Kakanj · Kalesija · Kiseljak · Kladanj · Ključ · Konjic · Kreševo · Kupres · Livno · Ljubuški · Lukavac · Maglaj · Mostar · Neum · Novi Grad · Novo Sarajevo · Novi Travnik · Odžak · Olovo · Orašje · Pale-Prača · Posušje · Prozor-Rama · Ravno · Sanski Most · Sapna · Široki Brijeg · Srebrenik · Stari Grad · Stolac · Teočak · Tešanj · Tomislavgrad · Travnik · Trnovo · Tuzla · Usora · Vareš · Velika Kladuša · Visoko · Vitez · Vogošća · Zavidovići · Zenica · Žepče · Živinice

De hoofdstad Sarajevo bestaat uit de gemeenten Centar, Novi Grad, Novo Sarajevo en Stari Grad.
Servische Republiek:

Banja Luka · Berkovići · Bijeljina · Bileća · Bosanska Kostajnica · Brod · Bratunac · Čajniče · Čelinac · Derventa · Doboj · Donji Žabar · Foča · Gacko · Gradiška · Han Pijesak · Istočni Drvar · Istočna Ilidža · Istočni Mostar · Istočno Novo Sarajevo · Istočno Sarajevo · Istočni Stari Grad · Jezero · Kalinovik · Kneževo · Kozarska Dubica · Kotor Varoš · Krupa na Uni · Srpski Kupres · Laktaši · Ljubinje · Lopare · Milići · Modriča · Mrkonjić Grad · Nevesinje · Novi Grad · Osmaci · Oštra Luka · Pale · Pelagićevo · Petrovac · Petrovo · Prijedor · Prnjavor · Ribnik · Rogatica · Rudo · Šamac · Šekovići · Šipovo · Sokolac · Srbac · Srebrenica · Teslić · Trebinje · Trnovo · Ugljevik · Ustiprača · Višegrad · Vlasenica · Vukosavlje · Zvornik